# Peter Odhiambo (boxe anglaise, 1958)
Pour les articles homonymes, voir Peter Odhiambo.
Peter Odhiambo est un boxeur ougandais né le 11 mars 1958 à Nairobi (Colonie du Kenya).

## Carrière
Peter Odhiambo participe aux Jeux olympiques d'été de 1980 à Moscou, où il est éliminé en quarts de finale dans la catégorie des poids moyens par le Polonais Jerzy Rybicki.